# 恋に恋して/Special morning day to you
「恋に恋して／Special morning day to you」（こいにこいして／スペシャル・モーニング・デイ・トゥ・ユー）は、倉木麻衣の38枚目のシングル。2012年8月15日にNORTHERN MUSICから発売された。

## 解説
前作「Strong Heart」より約9か月ぶりとなるシングル。CDシングルとしては「Your Best Friend」以来、約10か月ぶりのリリースとなる。また、ライブDVD「Mai Kuraki Live Tour 2012 〜OVER THE RAINBOW〜」も同日に発売。また、2012年に発表した唯一のシングル。
一般には「初回限定盤」と「通常盤」の2形態での発売、さらにファンクラブ会員とMusing会員限定で発売される「Musing&FC盤」も含め、実質的に3形態での発売となる。各ジャケットもそれぞれ異なっている。初回限定盤にのみ、DVDが付属する。

## 収録曲
1. 恋に恋して [4:12]
作詞：倉木麻衣、GIORGIO 13 / 作曲：GIORGIO CANCEMI / 編曲：Cybersound
  - 読売テレビ系『名探偵コナン』エンディングテーマ
  - 読売テレビ系『まじっく快斗』エンディングテーマ
2. Special morning day to you [4:38]
作詞：倉木麻衣 / 作曲・編曲：徳永暁人
  - 「ICEFIELD」TVCMタイアップソング
3. 恋に恋して -Instrumental- [4:13]
4. Special morning day to you -Instrumental- [4:34]

### DVD（初回限定盤のみ）
1. 恋に恋して -Music Clip-
2. ICEFIELD -TV CM 3種類-

## 収録アルバム
- THE BEST OF DETECTIVE CONAN 5 〜名探偵コナン テーマ曲集5〜（#1）
- MAI KURAKI BEST 151A -LOVE & HOPE-（#1,2）
- 倉木麻衣×名探偵コナン COLLABORATION BEST 21 -真実はいつも歌にある!-（#1）